# Euclidia munita
Euclidia munita là một loài bướm đêm trong họ Erebidae.